# Mudhoney
«Mudhoney» (рус. Сладкая грязь) — американская гранж-группа, сформировавшаяся в 1988 году в городе Сиэтл вследствие распада Green River. На протяжении всей карьеры группы Mudhoney состояла из Марка Арма (вокал, ритм-гитара), Стива Тёрнера (гитарист), Мэтта Лукина (бас-гитарист) и Дэна Питерса (барабаны). Такие релизы на Sub Pop, как сингл «Touch Me I'm Sick» и мини-альбом Superfuzz Bigmuff заложили основу для развития гранжа в Сиэтле.

## История

### Mr. Epp and the Calculations
Своё начало Mudhoney берёт в Белвью, пригороде Сиэтла. Во время учёбы Марка Маклафлина (после стал известен как Марк Арм) в христианской школе он и его друзья сформировали группу Mr. Epp and the Calculations (рус. Мистер Эпп и Вычисления), названную так в честь их учителя математики. Группа была более шуточной, чем настоящей; их первый «концерт» прошёл в классе, где они пели песню «Got to Give It Up» Марвина Гея, а все участники в качестве гитар использовали скатанные в рулон карты, потому что никто из них не умел играть на настоящих инструментах. Первый настоящий концерт «Mr. Epp» состоялся в 1981 году, через три года после того, как группа сформировалась. В это же время Марк Арм и Стив Тёрнер сформировали более серьёзную, но всё ещё шуточную группу Limp Richerds. Mr. Epp появилась на радио KZAM-AM и была представлена как «худшая группа в мире». Их последний концерт прошёл 3 февраля 1984 года.

### Green River: 1984—1987
Green River сформировалась в 1984 году, когда Марк Арм и Стив Тёрнер взяли к себе Алекса Винсента в качестве барабанщика, который до этого играл с Тёрнером в недолговечной группе Spluii Numa. Басист Джефф Эймент присоединился к группе после того, как приехал в Сиэтл со своей группой Deranged Diction. Стоун Госсард, ещё один из бывших соседей по группе Тёрнера, был взят в группу в качестве второго гитариста. Green River записала дебютный EP, Come on Down, в 1985 году, и этот альбом чаще всего характеризуют как первый настоящий гранж релиз. Стив Тёрнер покинул группу, и его заменил ещё один бывший участник Derranged Diction Брюс Фейрвезер. После записи очередного EP (Dry As a Bone) и полноценного альбома (Rehab Doll), группа распалась в конце 1987. Госсард, Эймент и Фейрвезер присоединились к Mother Love Bone. После смерти Эндрю Вуда Госсард и Эймент сформировали Pearl Jam, а Фейрвезер присоединился к Love Battery. В январе 1988 года Арм и Тёрнер создают группу Mudhoney.

### Sub Pop: 1988—1991

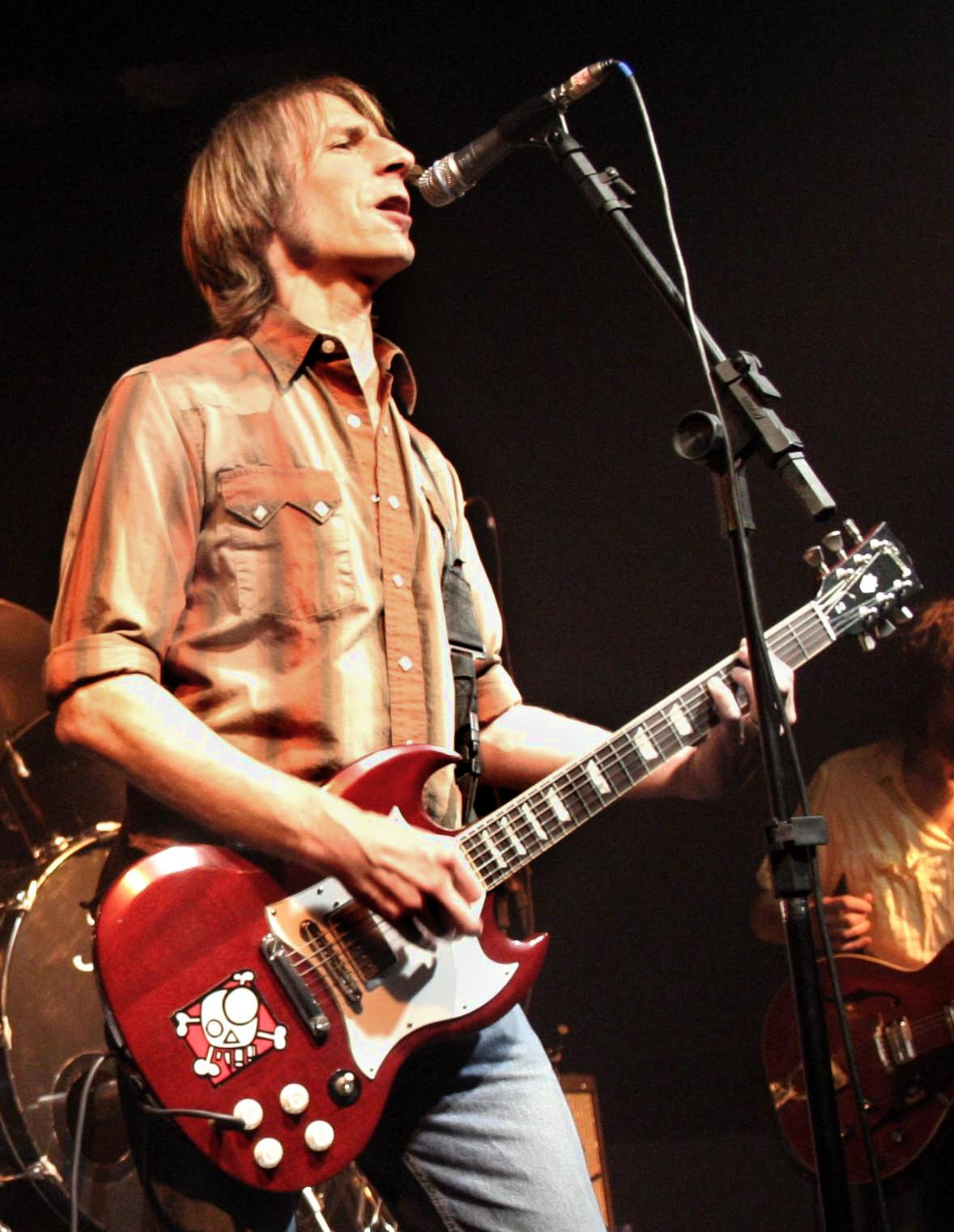
Марк Арм, фронтмен группы

Стив Тёрнер хотел, чтобы перед живыми выступлениями группа сначала порепетировала. Он и Марк Арм начали писать песни с барабанщиком Деном Питерсом из группы Bundle of Hiss. Трио решило, что Мэтт Лукин, который тогда покинул The Melvins, должен присоединиться к ним в качестве басиста. Группа решила назваться Mudhoney в честь одноимённого фильма Русса Мейера, который никто из них ни разу не смотрел.
В 1988 году группа записала и выпустила их первый мини-альбом Superfuzz Bigmuff и первый сингл «Touch Me I'm Sick» на лейбле Sub Pop. Сингл привлёк большое внимание и получил большой успех в США. Mudhoney быстро стали флагманом Sub Pop. Sonic Youth, которые были фанатами группы, предложили Mudhoney присоединиться к ним в туре по Англии в 1989 году. После этого тура Superfuzz Bigmuff попал в инди чарты, и про группу стали часто упоминать в прессе. Вслед за успехом группа выпустила их первый полноценный альбом Mudhoney в 1989 году.
Частичный успех Mudhoney привёл к тому, что такие группы Сиэтла, как Soundgarden, Nirvana, и Tad были замечены и впоследствии получили признание. В начале девяностых у Sub Pop были проблемы с деньгами, в результате чего многие группы покинули лейбл и перешли на другие. Однако Mudhoney решили остаться на Sub Pop и в 1991 году выпустили их второй альбом Every Good Boy Deserves Fudge. После выпуска альбома им было предложено перейти к Reprise Records, что они и сделали в 1992 году.

### Reprise: 1992—1999
Когда гранж стал набирать популярность и вошёл в мейнстрим, Mudhoney ушла от своего прежнего звука. Многие современники группы имели большой успех и популярность по всему миру. Первым альбомом Mudhoney с лейблом Reprise стал Piece of Cake, музыка которого теперь напоминала гаражный рок, вместо гранжа. В 1992 году их песня «Overblown» была добавлена в саундтрек к фильму Холостые мужчины и незамужние женщины.

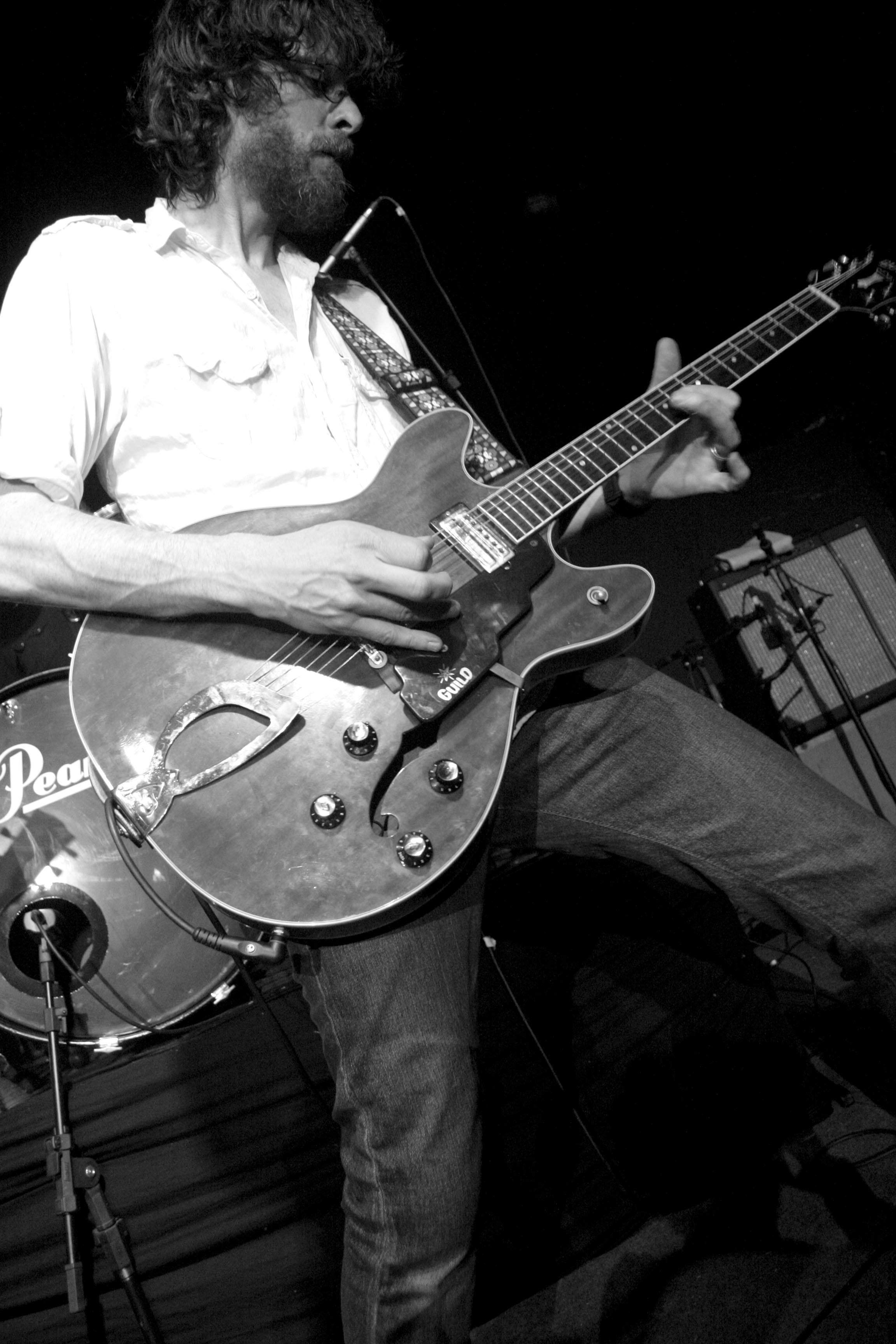
Гитарист группы Стив Тёрнер в 2007 году

В 1995 году, когда гранж перестал быть мейнстримом, Mudhoney решили вновь вернуться к их прежнему звучанию. В их новом альбоме My Brother the Cow они смешали старый звук с более новым и тем самым создали один из самых лучших альбомов группы по мнению фанатов. Но критики не были согласны с этим. В журнале Mojo Стив Тёрнер говорит: «После того, как Курт Кобейн убил себя, пресса была зла на то, что группа всё ещё выступает. Альбом получил одни из самых худших ревью. Над нами издевались за то, что мы всё ещё существовали.» 
В 1996 году Mudhoney появилась в комедии Паршивая овца. В фильме группа выступала на концерте MTV, а потом разговаривала с Крисом Фарли за кулисами.
Смешение стилей стало ещё больше заметным на альбоме Tomorrow Hit Today, который был записан и вышел в 1998 году. В альбоме всё также присутствовал гараж рок и гранж, но теперь к ним прибавилось сильно влияние блюз-рока. Продюсером альбома стал Джим Дикинсон, который в своё время работал с Rolling Stones. Группа записывалась в трёх разных городах.
После нескольких лет концертов Reprise решили порвать контракт с Mudhoney. Одной из причин было то, что продажи альбомов группы сильно упали, несмотря на то, что на концерты приходило большее количество человек, чем раньше. По словам Марка Арма, он не был удивлён решением звукозаписывающей компании, поскольку «Mudhoney - не группа большого хита». Позже басист Мэтт Лукин уходит из группы. Mudhoney выпускают March to Fuzz, сборник песен, охватывающий всю карьеру группы. Многие фанаты говорили, что группа находится на грани распада.

### После ухода Мэтта Лукина: 2000-по сей день
Но несмотря на это, группа продолжила давать концерты. Они были настолько успешными, что участники Mudhoney решили возродить группу. К ним присоединился басист Гай Меддисон (играл в группах Monroe’s Fur и Lubricated Goat), уже игравший с Марком Армом в группе Bloodloss. В 2002 году после их возвращения к Sub Pop группа записала и выпустила новый альбом Since We've Become Translucent.

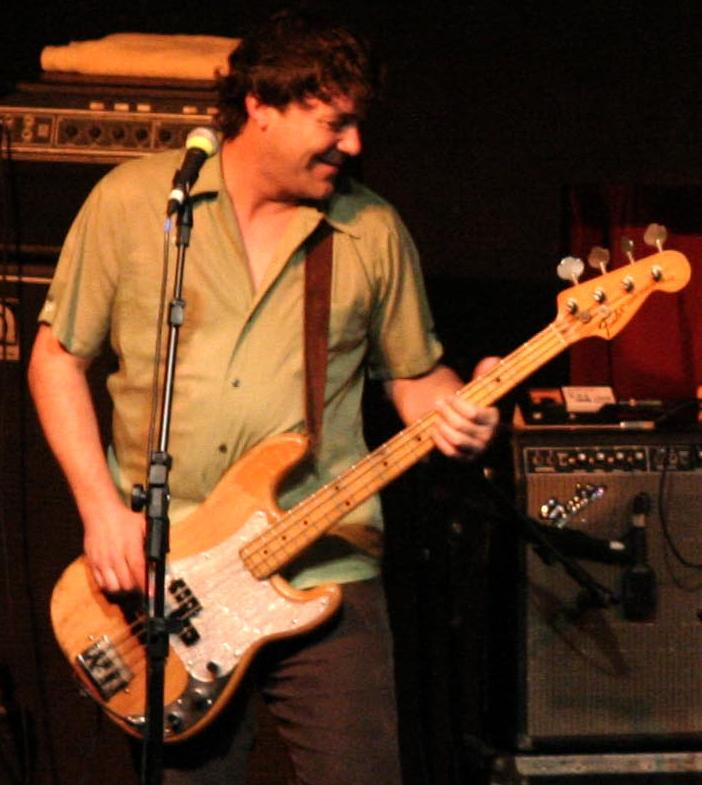
Бас-гитарист Гай Меддисон в 2007 году

В начале 2003 года группа записала новую песню «Hard-On For War», которая появилась только на сборнике Тревиса Келлера Buddyhead Presents: Gimme Skelter. Позже в этом же году группа возвращается в студию, чтобы записать альбом Under a Billion Suns. Альбом был выпущен в 2006 году и получил положительные оценки. В этом же году группа выступила на фестивале All Tomorrow’s Parties, проходящем в Англии.
В 2007 году группа играла в Бразилии и провела небольшой тур по Европе. В этом же году был выпущен Live-альбом Live Mud, содержащий в себе песни, записанные на концерте в Мексике.
В 2008 году, Mudhoney начинают записывать свой новый альбом с продюсером Мартином Такером. Альбом был назван The Lucky Ones и выпущен в мае 2008. Через некоторое время после этого, Sub Pop выпустил дополненное переиздание Superfuzz Bigmuff. Оно содержало песни с оригинального EP плюс синглы, демо и две песни, записанные на концерте в 1988 году.
В 2009 году Mudhoney анонсировала тур по Европе, который пройдёт в октябре. Группа посетит такие страны, как Англия, Франция, Нидерланды, Германия, Польша, Австрия, Словакия, Италия и Чехия.

### Фильм
В 2012 году вышел документальный фильм о группе I'm Now: The Story of Mudhoney

## Дискография
| Год  | Название                       | Лейбл   |
| ---- | ------------------------------ | ------- |
| 1988 | Superfuzz Bigmuff EP           | Sub Pop |
| 1989 | Mudhoney                       | Sub Pop |
| 1991 | Every Good Boy Deserves Fudge  | Sub Pop |
| 1992 | Piece of Cake                  | Reprise |
| 1995 | My Brother the Cow             | Reprise |
| 1998 | Tomorrow Hit Today             | Reprise |
| 2002 | Since We've Become Translucent | Sub Pop |
| 2006 | Under a Billion Suns           | Sub Pop |
| 2008 | The Lucky Ones                 | Sub Pop |
| 2013 | Vanishing Point                | Sub Pop |
| 2018 | Digital Garbage                | Sub Pop |
| 2023 | Plastic Eternity               |         |